# Vlag van oblast Nizjni Novgorod
De vlag van oblast Nizjni Novgorod is in gebruik sinds 28 april 2005. De vlag bestaat uit een wit veld met het wapen van de oblast in het midden. Wit op de vlag herinnert aan de banieren die door regimenten van Nizhegorod werden gebruikt. De breedte van het wapen is 2/5 van de vlaghoogte. In het wapen is het belangrijkste element een scharlakenrood hert; een historische Russische kroon boven op het wapen.